# Beauchery-Saint-Martin
Beauchery-Saint-Martin är en kommun i departementet Seine-et-Marne i regionen Île-de-France i norra Frankrike. Kommunen ligger i kantonen Villiers-Saint-Georges som tillhör arrondissementet Provins. År 2022 hade Beauchery-Saint-Martin 374 invånare.

## Befolkningsutveckling
Antalet invånare i kommunen Beauchery-Saint-Martin
| Referens: INSEE |